# NXT Deadline
NXT Deadline es un evento pago por visión de lucha libre profesional producido por la WWE para su territorio de desarrollo NXT. Deadline reemplazó a NXT WarGames 2021 como el evento de diciembre de la marca, ya que se movió a la lista principal para el evento Survivor Series WarGames de ese año para Raw y SmackDown, fue el último evento de la WWE en el año 2022.

## Antecedentes
El 15 de octubre de 2022, WWE registró la marca registrada con el nombre NXT Deadline para su territorio de desarrollo NXT. Durante una conferencia de prensa el 21 de octubre la noche antes de NXT Halloween Havoc 2022, el ejecutivo de WWE Shawn Michaels confirmó que el próximo evento NXT Deadline estaba programado para el sábado 10 de diciembre en el WWE Performance Center en Orlando, Florida. Deadline reemplazó a NXT WarGames como el evento de diciembre de la marca, ya que se movió a la lista principal para el evento Survivor Series WarGames de ese año para Raw y SmackDown. El evento se llevará a cabo el mismo día que Ring of Honor Final Battle 2022 y UFC 282.

## Producción
El evento contaba con rivalidades que salgan con el paso de los días entre los luchadores por el cual será finalizado en el evento.

## Ediciones

### 2022
NXT Deadline 2022 tuvo lugar el 10 de diciembre de 2022 desde el Capitol Wrestling Center en Orlando, Florida.
- Roxanne Perez derrotó a Kiana James, Indi Hartwell, Zoey Stark y Cora Jade en un Iron Survivor Challenge y ganó una oportunidad por el Campeonato Femenino de NXT (25:00).[6]
  - Perez ganó la lucha después de realizar 2 caídas.
    - Stark cubrió a Perez después de un «Z-360» (1).
    - Jade cubrió a James después de un «Superkick» (1).
    - Hartwell cubrió a Perez después de un «Big Boot» (1).
    - Perez cubrió a Stark con un «Roll-up» (1).
    - Perez cubrió a Jade después de un «Pop Rocks» (2).
- Isla Dawn derrotó a Alba Fyre (9:52).[7]
  - Dawn cubrió a Fyre después de un «Reversed DDT».
- The New Day (Kofi Kingston & Xavier Woods) derrotaron a Pretty Deadly (Elton Prince & Kit Wilson) y ganaron el  Campeonato en Parejas de NXT (14:05).[8][9]
  - Woods cubrió a Prince después de un «Midnight Hour».
- Grayson Waller derrotó a Joe Gacy, Axiom, Carmelo Hayes y JD McDonagh en un Iron Survivor Challenge y ganó una oportunidad por el Campeonato de NXT (25:00).[10]
  - Waller ganó la lucha después de realizar 3 caídas.
    - Hayes cubrió a Axiom después de aplicarle un «Cutter» a McDonagh sobre él (1).
    - Waller cubrió a Axiom después de un «Ace Crusher» (1).
    - Waller cubrió a McDonagh después de un «Ace Crusher» (2).
    - Axiom cubrió a Waller con un «Roll-up» (1).
    - Axiom cubrió a McDonagh después de un «Golden Ratio» (2).
    - Gacy forzó a Axiom a rendirse con un «Rings of Saturn» (1).
    - Gacy cubrió a Hayes después de un «Upside Down» (2).
    - Hayes forzó a Waller a rendirse con un «Crossface» (2).
    - Waller cubrió a Axiom después de un «Melo Don't Miss» de Hayes (3).
- Bron Breakker derrotó a Apollo Crews y retuvo el Campeonato de NXT (14:34).[11][12]
  - Breakker cubrió a Crews después de un «Spear».
  - Después de la lucha, Grayson Waller atacó a Breakker.[13]

### 2023
NXT Deadline 2023 tuvo lugar el 9 de diciembre del 2023 en el Total Mortgage Arena en Bridgeport, Connecticut.
- Kick-Off: Axiom derrotó a Nathan Frazer (10:50).[18]
  - Axiom cubrió a Frazer después de un «Golden Ratio».
- Dragon Lee derrotó a Dominik Mysterio y ganó el  Campeonato Norteamericano de NXT (10:33).[19]
  - Lee cubrió a Mysterio después de un «Destino».
  - Después de la lucha, Lee celebró con Rey Mysterio, quien estaba en la mesa de comentarios.
- Blair Davenport derrotó a Kelani Jordan, Tiffany Stratton, Lash Legend y Fallon Henley en un Iron Survivor Challenge y ganó una oportunidad por el Campeonato Femenino de NXT (25:00).[20]
  - Davenport ganó la lucha tras sumar 3 caídas.
    - Davenport cubrió a Henley después de un «Powerbomb» de Stratton (1)
    - Henley cubrió a Stratton después de un «Shinning Wizard» (1)
    - Legend cubrió a Stratton y Henley después de un «Chokeslam» (2)
    - Davenport cubrió a Jordan después de un «Flawless Victory» (2)
    - Stratton cubrió a Legend después de un «Prettiest Moonsault Ever»  (1)
    - Davenport cubrió a Jordan después de un «Kamigoye» (3)

  - Durante la lucha, The Meta-Four (Noam Dar, Oro Mensah & Jakara Jackson) interfirieron a favor de Legend.
  - Después de la lucha, Lyra Valkyria confrontó a Davenport, pero fue atacada por Cora Jade.[21]
- Carmelo Hayes derrotó a Lexis King (11:13).[22][23]
  - Hayes cubrió a King después de un «Melo Don't Miss».
- Trick Williams derrotó a Josh Briggs, Bron Breakker, Dijak y Tyler Bate en un Iron Survivor Challenge y ganó una oportunidad por el Campeonato de NXT (25:00).[24][25]
  - Williams ganó la lucha tras sumar 4 caídas.
    - Dijak cubrió a Briggs después de un «Feast Your Eyes» (1)
    - Bate cubrió a Dijak con un «Roll-Up» (1)
    - Bate cubrió a Williams después un «Tiger Driver 97» (2)
    - Breakker cubrió a Briggs después de un «Spear» (1)
    - Breakker cubrió a Bate después de un «Spear» (2)
    - Breakker cubrió a Dijak después de un «Spear» (3)
    - Dijak cubrió a Williams después de un «Ciclone Kick» (2)
    - Briggs cubrió a Breakker y Williams después de un «Stereo Moonsault» (2)
    - Bate cubrió a Breakker con un «Roll-Up» (3)
    - Williams cubrió a Briggs con un «Roll-Up» (1)
    - Dijak cubrió a Bate después de un «Ciclone Kick» (3)
    - Williams cubrió a Dijak con un «Roll-Up» (2)
    - Williams cubrió a Bate después de revertir un «Tiger Driver 97» con un «Roll-Up» (3)
    - Williams cubrió a Breakker después de  un «Pump Knee Strike» (4)

  - Durante la lucha, Eddy Thorpe interfirió distrajendo a Dijak.
- Kiana James derrotó a Roxanne Perez en un Steel Cage Match (11:27).[26]
  - James cubrió a Perez después de un «Deal Breaker».
  - Durante la lucha, Izzi Dame interfirió a favor de James.
- Ilja Dragunov derrotó a Baron Corbin y retuvo el Campeonato de NXT (20:56).[27][28]
  - Dragunov cubrió a Corbin después de un «Torpedo Moscow».
  - Después de la lucha, Trick Williams (con Carmelo Hayes) confrontó a Dragunov.

### 2024
NXT Deadline 2024 tuvo lugar el 7 de diciembre del 2024 en el Minneapolis Armory en Minneapolis, Minnesota. Fue el último evento trasmitido por WWE Network, siendo a partir de 2025 todos los eventos trasmitidos por Netflix, gracias al acuerdo de Netflix y WWE.
- Oba Femi derrotó a Wes Lee, Je'Von Evans, Nathan Frazer y Ethan Page en un Iron Survivor Challenge y ganó una oportunidad por el Campeonato de NXT (25:00).
  - Femi ganó la lucha tras sumar 3 caídas.
    - Lee cubrió a Evans apoyándose de las cuerdas (1).
    - Frazer cubrió a Page con un «Roll-Up» (1).
    - Page cubrió a Frazer después de un «Phoenix Splash» (1).
    - Femi cubrió a Evans después de un «Uppercut» (1).
    - Evans cubrió a Lee después de un «Springboard Cutter» (1).
    - Page cubrió a Femi con un «Roll-Up» (2).
    - Evans cubrió a Page con un «Roll-Up» (2).
    - Femi cubrió a Evans y Lee después de un «Double Clothesline» (2) - (3).

  - Originalmente Eddy Thorpe iba a participar de la lucha, pero fue reemplazado por Femi después de ser misteriosamente atacado.
- Lola Vice derrotó a Jaida Parker en un NXT Underground Match (11:05).
  - Vice ganó la lucha después de dejar inconsciente a Parker.
- Axiom & Nathan Frazer derrotaron a No Quarter Catch Crew (Myles Borne & Tavion Heights) y retuvieron el Campeonato en Parejas de NXT (15:30).
  - Axion cubrió a Borne con un «Roll-Up».
- Trick Williams derrotó a Ridge Holland y retuvo el Campeonato de NXT (15:50).
  - Williams cubrió a Holland después de un «Trick Shot».
- Giulia derrotó a Sol Ruca, Stephanie Vaquer, Zaria y Wren Sinclair en un Iron Survivor Challenge y ganó una oportunidad por el Campeonato Femenino de NXT (25:00).
  - Giulia ganó la lucha tras sumar 2 caídas.
    - Guilia cubrió a Sinclair después de un «Northern Lights Bomb» (1).
    - Ruca cubrió a Sinclair después de un «Sol Snatcher» (1).
    - Zaria cubrió a Giulia después de un «F6» (1).
    - Vaquer cubrió a Sinclair con un «Roll-Up» (1).
    - Sinclair cubrió a Ruca con un «Roll-Up» (1).
    - Giulia cubrió a Zaria después de un «Arrivederci» (2).